# 葛野流
葛野流（かどの-りゅう）は能楽大鼓方の一流儀。

## 解説
流祖葛野九郎兵衛尉定之（日楽）は伊予の生まれで大鼓方大倉流四世大蔵平蔵正氏に学び、豊臣秀頼・徳川家康らの贔屓によって一家を成した。一時紀州藩徳川頼宣に仕えたが、後に徳川秀忠の命によって幕府御用となり、江戸時代には観世流の座付きとして活躍した。
維新後、九世定睦の養子春雄が家業を継がなかったために宗家は絶えたものの、石井一斎、清水然知とともに大鼓方の三名人と言われた津村又喜及びその高弟川崎九淵が流儀の芸事を預かって伝統を守った。九淵の後にも吉見嘉樹、亀井俊雄、瀬尾乃武、亀井忠雄などの名手が輩出し、大鼓方のなかでも流勢の盛んな流儀である。亀井忠雄が宗家預りとなっていたが、 2016（平成28）年1月、長男の亀井広忠が葛野流十五世家元を継承した。
流儀の地盤は東京と金沢で、能楽協会には20名弱の役者が登録されている。譜が複雑で、替えの手が多く、装飾的な傾向がつよい。